# Lista catedralelor din Siria
Această listă recenzează catedrale din Siria.
- Catedrala Adormirea Maicii Domnului din Damasc
- Catedrala Profetul Ilie din Alep
- Catedrala Sfinții 40 de mucenici din Homs
- Catedrala Sfântul Gheorghe din Latakia
- Catedrala Sfântul Gheorghe din Hama

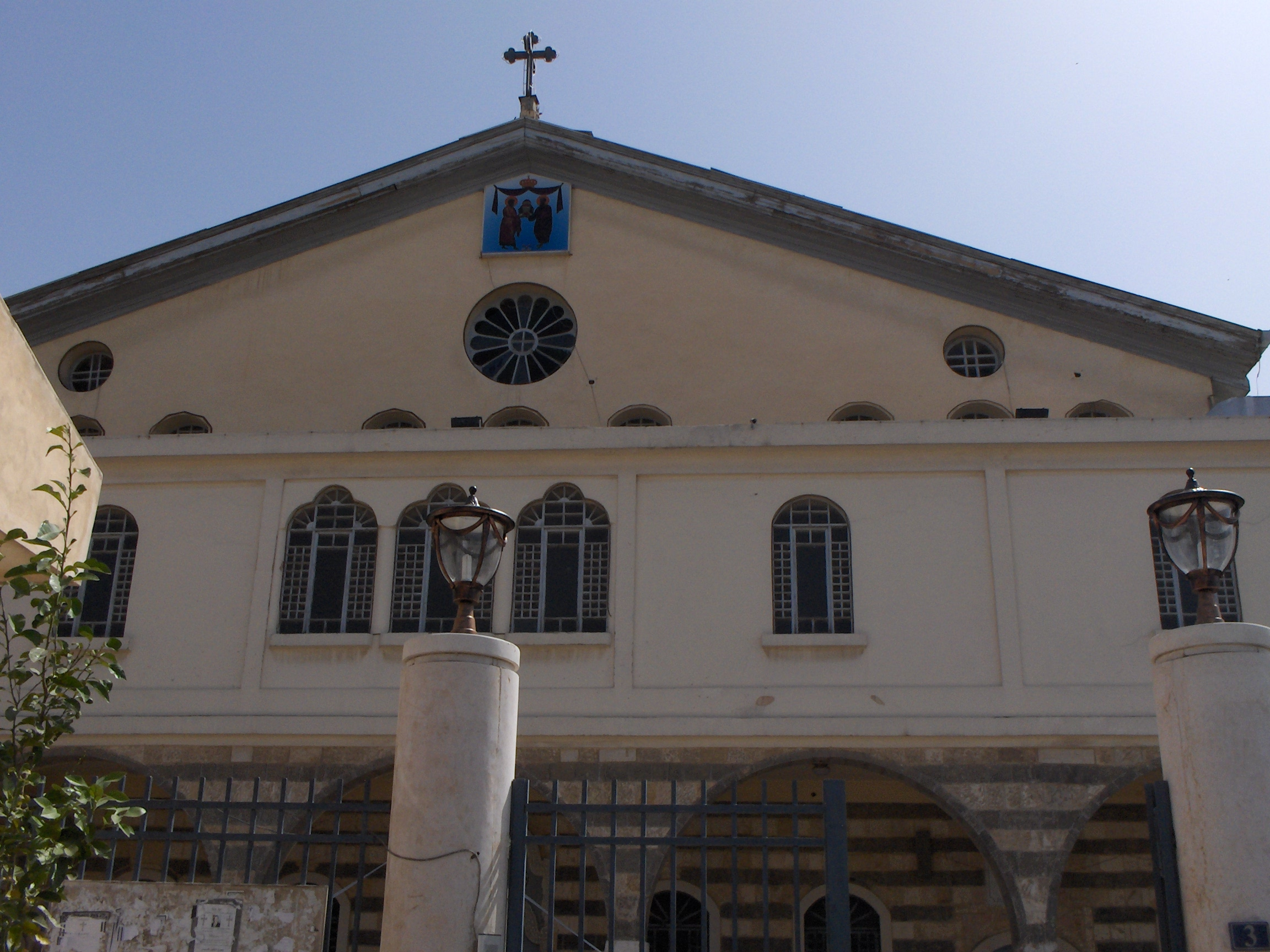
Catedrala Adormirea Maicii Domnului din Damasc.
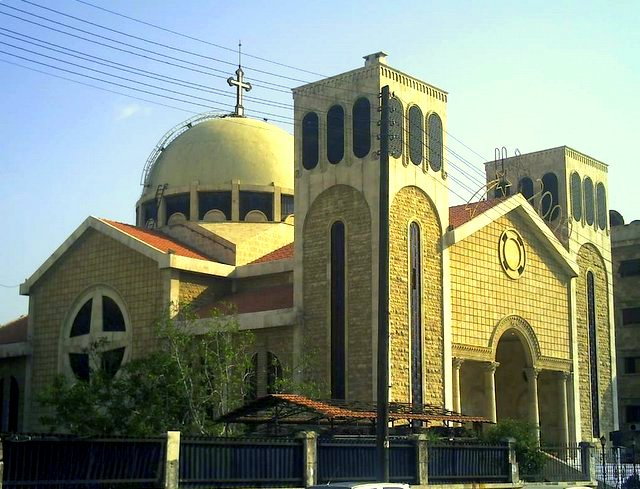
Catedrala din Profetul Ilie din Alep.
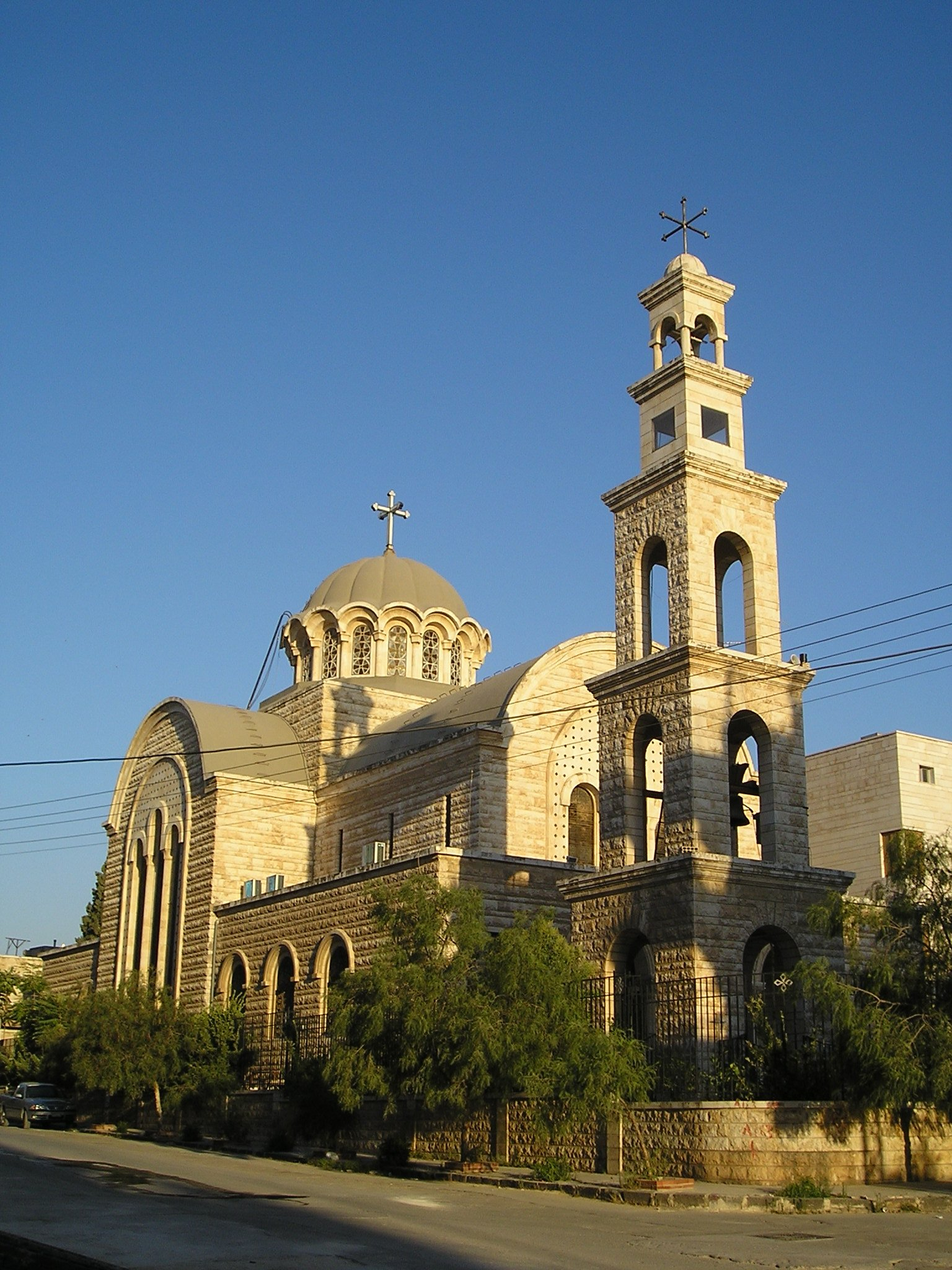
Catedrala Sfântul Gheorghe din Hama.